# Тимска класификација на Вуелта а Еспањи
Тимска класификација на Вуелта а Еспањи је једна од другостепених класификација на етапној бициклистичкој трци, једној од три гранд тур трке — Вуелта а Еспањи. Успостављена је оснивања трке и првог одржавања 1935. Први победник је тим Белгије. Класификација се рачуна тако што се сабирају времена прва три возача из сваког тима, на свакој етапи. Ако прва три возача заврше етапу након четири сата, тај тим ће у тимској класификацији имати време 12 сати; наредног дана друга тројица возача заврше етапу за три сата, тим ће у тимској класификацији имати време 21 сат. Лидер класификације је тим са најмањим укупним временом.
У случају да више тимова има исто време, победник је тим са највише првих места у тимској класификацији на етапама (исто као у осталим класификацијама, након сваке етапе један тим мора заузимати прво место). Ако је и у том сегменту изједначено, гледа се број других места у тимској класификацији на етапама, затим треће итд. Ако је у свим тим сегментима изједначено, победник је тим чији возач заузима најбољу позицију у генералном пласману. Уколико тим остане са мање од три возача на трци, брише се из тимске класификације.
Рекордер је тим Мовистар који је освојио 12 пута, док је тим Кас освојио десет пута.

## Победници
- 2024.  УАЕ тим емирејтс
- 2023.  Јумбо—визма
- 2022.  УАЕ тим емирејтс
- 2021.  Бахреин—викторијус
- 2020.  Мовистар
- 2019.  Мовистар
- 2018.  Мовистар
- 2017.  Астана
- 2016.  БМЦ
- 2015.  Мовистар
- 2014.	 Каћуша
- 2013.  Еускалтел
- 2012.  Мовистар
- 2011.	 Геокс
- 2010.	 Каћуша
- 2009.  Сокобео Галиција
- 2008.  Кес д’епарњ
- 2007.	 Кес д’епарњ
- 2006.	 Дискавери Чанел
- 2005.	 Комунитат Валенсијана
- 2004.  Комунитат Валенсијана
- 2003.  Банесто
- 2002.  Келме
- 2001.	 Банесто
- 2000.	 Келме
- 1999.  Банесто
- 1998.	 Банесто
- 1997.	 Келме
- 1996.	 Полти
- 1995.  Онце
- 1994.  Банесто
- 1993.  Амаја Сегурос
- 1992.  Амаја Сегурос
- 1991.  Онце
- 1990.  Онце
- 1989.  Келме
- 1988.	 БХ
- 1987.	 Ријалкао—Манзана
- 1986.  Зор—БХ
- 1985.	 Зор—Гемаз
- 1984.	 Тека
- 1983.	 Зор
- 1982.  Келме
- 1981.	 Зор—Хелиос
- 1980.  Сплендор
- 1979.  Кас
- 1978.	 Кас
- 1977.	 Тека
- 1976.  Кас Кампањоло
- 1975.  Кас
- 1974.	 Кас
- 1973.	 Ла Касера
- 1972.  Кас
- 1971.	 Вемер
- 1970.	 Вемер
- 1969.  Бик
- 1968.  Кас
- 1967.	 Кас
- 1966.  Кас
- 1965.	 Меркије
- 1964.	 Кас
- 1963.	 Сен Рафаел
- 1962.  Сен Рафаел
- 1961.	 Фема
- 1960.	 Груне Лев
- 1959.	 Фема
- 1958.	 Белгија
- 1957.	 Пинераико
- 1956.  Шпанија
- 1955.  Француска
- 1951—54. Трка није одржавана
- 1950.  Шпанија
- 1949. Трка није одржавана
- 1948.  Шпанија
- 1947.  Шпанија
- 1946.  Шпанија
- 1945.  Шпанија
- 1943—44. Трка није одржавана
- 1942.	 Барселона
- 1941.	 Шпанија
- 1937—40. Трка није одржавана
- 1936.  Белгија
- 1935.  Белгија

### По државама
| Држава                    | Број тимова који су победили | Број победа |
| ------------------------- | ---------------------------- | ----------- |
| Шпанија                   | 16                           | 56          |
| Белгија                   | 4                            | 7           |
| Француска                 | 4                            | 5           |
| Русија                    | 1                            | 2           |
| Сједињене Државе          | 2                            | 2           |
| Уједињени Арапски Емирати | 1                            | 2           |
| Италија                   | 1                            | 1           |
| Колумбија                 | 1                            | 1           |
| Казахстан                 | 1                            | 1           |
| Бахреин                   | 1                            | 1           |
| Холандија                 | 1                            | 1           |